# Julija Konstantinowna Morosowa
Julija Konstantinowna Morosowa, geb. Sedowa (russisch Юлия Константиновна Морозова, geb. Седова, englische Transkription: Yulia Konstantinovna Morozova; * 8. Januar 1985 in Tscheljabinsk) ist eine russische Volleyballspielerin. Sie wurde 2013 mit dem russischen Team Europameisterin.

## Karriere
Von 2000 bis 2011 spielte Julija Morosowa für Awtodor Metar Tscheljabinsk. Von 2011 bis 2018 spielte sie für den VK Dynamo Moskau. Mit dieser Mannschaft wurde sie drei Mal russische Meisterin und vier Mal russische Vizemeisterin.
Morosowa, die 1,92 m groß ist, war von 2007 bis 2013 Mitglied der russischen Nationalmannschaft. Sie debütierte 2007 beim Montreux Volley Masters in Montreux (Schweiz) im Spiel gegen die serbische Mannschaft. Bei der Europameisterschaft 2007 belegte sie den 3. Platz.
Zwei Jahre später nahm Morosowa an der Europameisterschaft 2009 in Polen teil und belegte mit der russischen Mannschaft den 6. Platz. Beim World Grand Prix 2011 in China wurde sie als beste Blockerin ausgezeichnet; Russland belegte den 4. Platz.
Morosowa gewann 2013 mit der russischen Nationalmannschaft die Europameisterschaft im Finale gegen Deutschland mit 3:1.

## Privates
Morosowa ist seit 2010 verheiratet und hat eine Tochter Eva (* 2010).